# Cristina Yang
Cristina Yang est un personnage de fiction issu de la série télévisée américaine, Grey's Anatomy qui est interprété par Sandra Oh. Elle apparait dès la première saison où elle commence son internat avec George O'Malley, Izzie Stevens, Alex Karev et Meredith Grey, qui deviendra sa meilleure amie. Le docteur Yang se spécialise en chirurgie cardio-thoracique, spécialité qu'elle vise dès le début de son internat. Son personnage est présenté comme extrêmement douée et en avance par rapport aux autres élèves de sa promotion, ce qui complique parfois ses relations. Elle sera fiancée une première fois à son supérieur et mentor, le Docteur Preston Burke, qui quitte la série lors de la saison 3 puis une seconde fois au Dr Owen Hunt, qu'elle épousera dans la saison 7. Dans la saison 4, dernier épisode, on apprend qu'elle est docteur en psychologie et dans la saison 5, premier épisode, qu'elle a un doctorat en biochimie, ce qui devrait faire trois doctorat (avec celui en médecine), mais elle dit qu'elle a deux doctorats.

## Épisodes notables
Ces épisodes sont centrés sur Cristina ou sont par ailleurs très instructifs sur sa vie.
- Chute libre (2x03)
- Faux-semblants (2x04)
- Trahisons (3x09)
- Le Bonheur était presque parfait (3x25)
- Relations et déclarations (4x14)
- Nouveaux espoirs… (5x01)
- … Nouvelles blessures (5x02)
- Un nouveau monde (5x04)
- Les Quatre Petits Cochons (5x06)
- Au cœur de la compétition (5x07)
- …Et tout dérape ! (5x16)
- À chacun son drame (5x18)
- Invasion (6x05)
- Le Passé… au présent (6x09)
- Un changement s'opère (6x11)
- Entre amour et chirurgie (6x12)
- Réveil brutal (6x13)
- À fleur de peau (6x21)
- … je l'aimais (6x24)
- Renaissances (7x01)
- Traitements de choc (7x02)
- Comme des grands (7x05)
- En immersion (7x06)
- Questions-réponses (7x07)
- Phase critique (7x10)
- Tous des patients (7x11)
- Et si… (8x13)
- Une boucherie ! (8x15)
- Système de soutien (8x19)
- Le vent tourne (8x24)
- Souviens-toi (9x02)
- Une belle fin (9x05)
- Lève-toi et parle (10x12)
- Connaître la suite (10x17)
- Une proposition en or (10x22)
- La Peur de l'inconnu (10x24)

## Histoire du personnage
Le personnage de Cristina Yang apparaît dans 221 épisodes de l'univers de Grey's Anatomy, chacune de ses apparitions se faisant dans la série mère.
Il est à noter qu'une de ses apparitions dans la série est un caméo joué par une autre actrice, non créditée, dans la saison 11. 

### Enfance
Alors qu'elle n'a que 9 ans, son père décède dans un accident de voiture dans lequel elle était aussi présente. Les secours ne sont pas arrivés à temps pour le sauver et il s'est vidé de son sang devant ses yeux. C'est pour cela qu'elle décide de devenir médecin. 
Elle entretient durant 3 ans une relation avec l'un de ses professeurs, Colin Marlow, mais elle met fin à cette relation lorsqu'elle quitte l'université.

### Saison 1
Cristina entre en tant qu'interne en première année de chirurgie au Seattle Grace Hospital. Elle se lie d'amitié avec Meredith et avec les autres internes, Izzie Stevens et George O'Malley, et ensuite avec Alex Karev. Elle entretient une relation avec le Dr. Burke qui finira par la découverte de la grossesse de Cristina. Elle décide alors de prendre un rendez-vous pour avorter. Dans la journée, elle se retrouve confrontée à une femme de 47 ans enceinte, atteinte d'un cancer …

### Saison 2
Burke décide de mettre fin à sa relation avec Cristina ne sachant évidemment pas qu'elle est enceinte de lui. Cristina fait un malaise lors d'une intervention avec Burke. Cristina est amenée hors de la salle d'opération, laissant Burke très inquiet. Cristina dit alors à Izzie qu'elle est enceinte de 7 semaines. Miranda Bailey ordonne à Izzie d'aller chercher le docteur Addison Shepherd en toute discrétion. Celle-ci va donc la chercher, mais elle doit aussi faire face à George et lui avoue que Cristina est enceinte. Addison fait une échographie à Cristina qui montre qu'elle fait une grossesse extra-utérine. Elle doit alors se faire opérer. Dans ce drame, Cristina perd une trompe malgré le travail d'Addison. Cristina doit donc rester dans une chambre d'hôpital et se reposer, mais elle n'est pas du même avis. Elle mène la vie dure à ses médecins, mais découvrira qu'une patiente se fait  du mal à elle-même. Cristina se remet avec Burke et elle emménage chez lui. Elle va garder son appartement et Burke le découvrira, ce qui va le mettre en colère. Cristina se retrouve en compétition avec le chef, Richard, pendant un stage médical. Cristina sera, au cours de la saison, appelée au bloc en tant que médecin responsable, ce qui est très gratifiant. La saison se termine sur le Bal.

### Saison 3
Cristina se retrouve confrontée au récit de Meredith sur sa relation avec Derek Shepherd. Elle fait aussi la rencontre des parents de Burke d'une façon assez gênante pour elle. Le courant passera très mal entre elle et la mère de Burke. Celui-ci néglige sa rééducation et veut déjà réopérer, ce qui n'est pas du goût de Cristina. Elle va protéger Burke, en s'occupant elle-même du tableau des opérations et en le couvrant. Cristina se voit refuser la chirurgie et Bailey lui donne une tâche beaucoup plus modeste. 
Cristina se sent coupable d'avoir caché les tremblements de la main de Burke. Burke demande la main de Cristina, qui accepte. Lors de l'accident de ferry, Cristina est mise à l'écart en n'allant pas sur le lieu du drame. Elle dit à Burke qu'elle veut annoncer leur mariage en premier à Meredith. Cristina ne retrouve plus Meredith alors que tous les autres internes sont revenus, elle est loin de se douter que Meredith se noie. Meredith est ramenée à l'hôpital, entre la vie et la mort. Cristina a du mal à imaginer que Meredith ne se réveillera peut-être pas et part donc pendant sa garde, acheter dans un magasin tout proche, tout un chariot de choses inutiles à 99 cents puis file boire deux ou trois bières chez Joe.
Colin Marlow, l'ancien professeur avec qui elle a eu une liaison, vient se présenter pour le poste de chef. Il essaie de se mettre entre Cristina et Burke. Finalement, elle lui mènera la vie tellement dure qu'il finira par repartir. 
C'est bientôt l'examen des internes, Cristina est sûre d'elle mais Burke s'investit plus dans le mariage qu'elle, ce qui a le don de l'énerver. Cristina voit sa mère ainsi que celle de Burke débarquer chez elle pour s'occuper du mariage. Le jour de son mariage Cristina se fait épiler intégralement ses sourcils par la mère de Burke. Ne se sentant plus elle-même, elle demande à Bailey de tenir un bistouri et de faire une petite incision avant de se rendre à son mariage. L'heure du mariage approche, Cristina n'a pas écrit ses vœux et ne veut donc pas rentrer dans l'église. Meredith lui remet  les idées en place et elle se dit prête à y aller. À ce moment, Burke arrive et dit à Cristina qu'il ne veut pas qu'elle change en devenant la femme qu'il aurait aimé avoir, mais comme il l'aime, il décide de partir. Cristina rentre chez elle, enfin chez Burke, et voit qu'il est parti… 

### Saison 4
À la suite de la réussite à son examen, Cristina est résidente en chirurgie. Elle a donc 4 internes à former pour qu'ils soient à leur tour résidents en chirurgie, elle commence d'ailleurs par un discours qui n'est autre que celui tenu par le Dr Miranda Bailey lors de leurs arrivées. Parmi ses internes, Cristina a la demi-sœur de Meredith Grey, Lexie Grey, au grand désespoir de Lexie. En effet, Cristina ne se montre pas très pédagogue face à ses internes, elle cherche plus à les intimider qu'à leur apprendre quoi que ce soit, elle ne les nomme d'ailleurs pas par leur nom mais par des numéros (1, 2, 3, 4).
Sous cette apparence tyrannique et très sûre d'elle, Cristina est en réalité assez bouleversée, à la suite de la démission du Dr Burke.
Cette rupture sentimentale permettra à Cristina de se lier d'amitié avec le Docteur Torres qui deviendra sa colocataire dans l'épisode 5. 
Le docteur Burke étant parti, Cristina se retrouve sans mentor jusqu'à l'arrivée du docteur Hahn (déjà vu dans la saison 2 et 3). La rencontre se passe assez mal, le docteur Hahn va même jusqu'à dire à Cristina "J'apprécie ton offre mais je sors avec des mecs, alors tu n'arriveras pas à faire impression sur moi comme tu as fait impression sur tes mentors dans le passé". 
S'ensuivra une longue période de tension entre le docteur Yang et le Docteur Hahn qui durera jusqu'au début de la saison 5.
Alors que Cristina se remettait du départ de son ancien mentor, le docteur Burke, elle apprend que celui-ci a gagné le Harper Avery et qu'il n'a nullement cité son nom dans ses remerciements. À la suite de cela, Cristina sera déprimée pendant un moment, allant même jusqu'à faire le ménage ! À la fin de la saison, Cristina réalisera une embolectomie sur un patient à cause d'un retard de son supérieur, mais le docteur Hahn arrive au milieu de l'intervention et s'énerve du fait qu'on ne l'ait pas attendu, le chef lui dira de laisser le docteur Yang faire, ce qui déplaira au Docteur Hahn.

### Saison 5
La saison démarre avec un double épisode, un jour de grand froid. Cristina et les autres médecins découvrent que le Seattle Grace a été classé 12e des meilleurs hôpitaux du pays. Tous sont très déçus, d'autant plus que personne n'arrive aux urgences, jusqu'à ce qu'une limousine, conduite par des femmes en sang, arrive. Avec l'aide de Bailey, Cristina fait en sorte que leurs maris, eux aussi blessés dans un accident, soient transportés au Seattle Grace. Alors qu'elle attend les maris avec le chef, Cristina voit dans une ambulance un militaire qui souffle dans un stylo à bille pour permettre à un homme blessé de respirer. Les maris sont soignés et Cristina doit s'occuper de soigner le militaire, légèrement blessé à la jambe : le major Owen Hunt, médecin militaire. Alors qu'elle s'apprête à lui anesthésier la jambe pour lui poser des agrafes, il le fait lui-même sans anesthésie. Parallèlement, Cristina est fatiguée de supporter les bavardages de Meredith à propos de son avenir avec Derek et elle finit par le lui dire ouvertement et un peu trop brutalement, jusqu'à ce qu'elle tombe et qu'une stalactite vienne se planter dans son ventre. Elle est soignée par Owen Hunt, qui finit par l'embrasser, avant de repartir au front en Irak.
Quelques épisodes plus tard, Cristina est très surprise de voir qu'Owen a été engagé comme titulaire en traumatologie. Il commence sa première journée, en faisant un cours de travaux pratiques aux première et seconde années sur des "tissus vivants", qui sont en réalité des porcs, qu'il poignarde sous les yeux des internes et résidents, qui ont pour mission de les sauver. Cristina est vexée qu'Owen ait oublié son nom et lui demande des comptes à la fin de l’épisode : il ne l'a pas oublié mais il a été bouleversé d'avoir perdu toute son unité au combat et il a décidé d'oublier le passé. 
Au fil des épisodes, le comportement d'Owen envers Cristina demeure ambiguë : il est souvent colérique, pourtant on voit qu'il lui porte un intérêt flagrant. Ainsi dans l'épisode 8, il s'emporte contre elle mais finit par l'embrasser. Plus tard, il lui propose un rendez-vous mais il est très en retard et saoul. Cristina lui dit de rentrer chez lui et d'aller prendre une douche mais il rentre chez elle et se douche tout habillé. Le lendemain, il se réveille nu dans son lit mais rien ne s'est passé. Il s'excuse auprès de Cristina et lui demande une seconde chance, qu'elle lui accorde. Mais le passé d'Owen le rattrape avec son ex-fiancée, dont le père est malade. Dans le même temps, Cristina est en froid avec Meredith car elle ne l'a pas défendue devant le chef et qu'elle est hors course pour la première chirurgie en solo. Elles finissent malgré tout par se réconcilier. Cristina invite Owen chez elle mais elle s'endort. Owen la couvre puis se couche à ses côtés. Cristina est réveillée par Owen qui l'étrangle. Callie Tores, qui est toujours sa colocataire, est inquiétée par les bruits et va voir ce qui se passe. Owen se réveille enfin et n'arrive pas à comprendre ce qui lui est arrivé. 
Cristina lui assure qu'elle le pardonne et qu'elle peut le gérer, parce qu'elle pense que son Trouble de stress post-traumatique est une blessure comme une autre. Dans une chambre de garde, ils finissent par faire l'amour mais après, dans ses bras, Cristina réalise qu'elle a peur de s'endormir et dit avoir atteint ses limites. Owen suit une thérapie avec une psychiatre. Cristina souffre et est énervée par l'humeur joyeuse d'Owen, qui lui dit "garde la forme". En pleurs, elle lui demande s'il l'a oubliée mais il lui explique qu'avec sa psychiatre, il a élaboré des phrases de trois mots à lui dire pour ne pas lui dire les trois mots qu'il ressent avant d'être guéri ("je t'aime"). Cristina part en lui disant "garde la forme". 
Izzie confie à Cristina qu'elle a un cancer très avancé, avec un taux de survie très faible. Cristina fait tout pour l'aider mais ne peut plus garder le secret et finit par l'avouer à Alex. À la fin de la saison, Owen lui dit qu'il est "guéri" et que si elle le veut, il voudrait être avec elle. Alors qu'elle s'occupe d'Izzie, qui est devenue partiellement amnésique, Cristina réalise qu'il faut dire aux gens que l'on aime qu'on les aime, et va trouver Owen. La saison s'achève alors que Cristina essaie de réanimer Izzie avec l'aide du chef, de Bailey et d'Alex.

### Saison 6
Elle sort toujours avec le Dr Owen Hunt et tout se passe bien. Mais l'arrivée de la meilleure amie d'Owen va tout faire basculer. Le Dr. Teddy Altman est titulaire en chirurgie cardio-thoracique, très douée elle devient la supérieure de Yang. Cristina est aux anges. Mais quand Teddy avoue à Owen qu'elle l'aime et qu'elle l'a toujours aimé, il lui avoue que lui aussi l'aimait mais qu'il aime désormais Cristina. Teddy décide alors de quitter Seattle mais Cristina, désespérée de voir de nouveau s'en aller un chirurgien cardio-thoracique qui serait pour elle un excellent professeur, lui demande ce qu'elle veut. Teddy lui répond qu'elle veut Owen, Cristina lui répond spontanément qu'elle peut l'avoir si elle reste pour lui enseigner sa spécialité. Owen l'apprend et, ivre, lui annonce qu'il ne la laissera pas se débarrasser de lui comme ça. Teddy décide, après quelque temps, de réprimer ses sentiments pour Owen et d'enseigner pleinement à Cristina.
À la fin de la saison, ils décident tous les deux d'emménager ensemble.
Dans le dernier épisode de la saison, Cristina se voit contrainte d'opérer le Dr Derek Shepherd qui a reçu une balle dans la poitrine, par un homme qui lui en voulait d’avoir tué sa femme. Elle se retrouvera sous le canon de l'arme que le tireur pointe sur elle en pleine opération, pour qu'elle arrête de sauver la vie de Derek, mais elle n'arrive pas à s'arrêter d'opérer. Pendant cette scène Owen puis Meredith viendront s'interposer, le premier prenant une balle à l'épaule et la seconde proposant de se sacrifier. Finalement, c'est grâce au sang froid et à la ruse du Dr Avery que le tireur partira et qu'elle réussira à sauver Derek Sheperd.
Dans le dernier épisode, on apprend que Meredith est enceinte mais qu'elle a fait une fausse couche. Cristina était censée devenir la marraine de cet enfant.

### Saison 7
Après avoir sauvé la vie de Derek lors de la fusillade, Cristina souffre elle aussi de Stress post-traumatique. Chaque personnage essaie de l'aider, en lui donnant des conseils ou en la prenant sous son aile. Finalement, elle démissionne de son poste de chirurgien et tente de nouvelles expérience au fur et à mesure desquels elle avance mentalement. Alors qu'elle visite Seattle, elle se trouve à l'endroit d'une fusillade et sauve la vie d'une personne blessée par balle en l'ouvrant dans l'ambulance. Cela lui permet de renouer avec la chirurgie cardio-thoracique et elle revient exercer à l'hôpital.
Sa relation avec Owen subira une fois de plus une crise majeure lorsqu'elle apprend qu'elle est enceinte et veut avorter. Cela met en avant leur vision contradictoires de la vie de famille et leur désaccord sur le fait d'avoir des enfants. Frustré, Owen va faire pression sur elle pour qu'elle le garde.
Ils finissent par rompre et elle veut emménage chez Meredith.
Elle soutient Meredith quand Derek la quitte et qu'Alex part de chez elle, la laissant toute seule et elles forment une sorte de famille à trois, en s'occupant de Zola.

### Saison 8
Cristina et Owen ne sont plus ensemble. Elle apprend qu'Owen est devenu chef de la chirurgie étant donné que Richard Webber a quitté son poste. 
Elle n'a pas réussie à avorter et affronter cette épreuve, quand Owen l'apprend par Meredith, il revient vers elle et l'accompagne chez le gynécologue. Cependant, la communication entre eux n’est pas bonne. Ils essayent de se remettre ensemble à l'aide d'une thérapie de couple, mais celle-ci tourne au cauchemar. On apprend au cours des épisodes qu'Owen l'a trompé un soir alors qu'il sortait du bar de Joe. Cristina aura du mal à s'en remettre mais peut compter sur le soutien de Meredith.
Plus tard dans la saison, Cristina doit opérer le mari de Teddy. Pour diminuer son stress, Teddy et Owen ont décidé qu’il serait mieux qu'elle ne connaisse pas l’identité de son patient et ont caché son visage. Malheureusement, il n’a pas survécu. Comme Teddy est en pleine opération très complexe, il lui ment  pour ne pas la perturber et oblige tout le monde à faire de même, y compris Cristina. Quand Teddy l'apprendra, elle ne va plus parler à Owen et va mettre à l'épreuve Cristina constamment, afin de vérifier qu'elle n'a pas fait d'erreur. Finalement, elle pardonnera à Cristina mais pas à Owen, ce qui crée des tensions dans leur couple puisque Cristina va prendre le parti de Teddy. Elles vont constamment défier son autorité de chef.
Dans le dernier épisode, elle est dans l'avion avec Meredith, Mark, Arizona, Derek et Lexie mais l'avion se crashe dans la forêt. Elle a l'épaule déboîtée mais aide tant qu'elle peut ses amis. Elle gardera de grandes séquelles à la suite de ce drame.

### Saison 9
On apprend dans les premiers épisodes de la saison que l'équipe est restée bloqué une semaine sur le site du crash de l'avion. Cristina revient complètement traumatisée, mutique et violente, les médecins lui diagnostique une "psychose réactionnelle". Après de nombreuses semaines allongées dans un lit sans parler, Owen la ramène dans leur appartement pour lui éviter un internement en psychiatrie. À force de soin, elle se confiera à lui sur l'enfer vécu sur place. Par la suite, Cristina déménagera à Mayo pour prendre un poste là-bas et fuir Seattle.
Elle revient lors de l'épisode 5, un épisode entièrement consacré à elle et à son âme-sœur, Meredith, car son meilleur ami de Mayo est mort. Elle demande ensuite à Alex d'emménager chez lui, ce qu'il accepte. Cristina et Owen décident de divorcer par rapport au procès de l'accident mais leur relation reprend. Après plusieurs épisodes, Owen se lie d'amitié avec un orphelin, Ethan. Il pensera à l'adopter ce qui fait prendre conscience à Cristina qu'elle le prive involontairement d'un de ses rêves (fonder une famille). Elle décide alors de rompre avec lui lors de la fin de la saison 9.

### Saison 10
Tout au long de cette saison, Cristina tente de se surpasser pour recevoir le fameux prix de la fondation Harper Avery. Elle sera nommée mais ne gagnera pas le prix. Elle apprend dans un premier temps que tant qu'elle travaille dans un hôpital financé par la fondation Avery, elle ne peut pas prétendre au prix. Puis, elle apprend l'existence d'une possible fraude et tente de faire éclater la vérité avec ses amis et collègues. Partie en Suisse pour une conférence, Cristina y rencontre par hasard le Dr. Preston Burke. Ce dernier lui avoue que c'est lui qui lui a demandé de venir et lui propose un poste. Elle va d'abord penser que Burke fait uniquement cela pour se remettre avec elle mais Burke lui affirme qu'il a déjà fondé une famille. Preston lui propose même de prendre la tête de l'hôpital afin qu'elle puisse commencer son projet de recherche. D'abord hésitante - elle est toujours amoureuse d'Owen - Cristina comprend rapidement que c'est une chance exceptionnelle pour sa carrière et ses recherches cardiologiques. 
Elle accepte donc la proposition de Preston Burke et le personnage du Dr. Yang disparait des personnages réguliers de la série. Avant de partir, elle danse une dernière fois avec Meredith puis part en Suisse avec l'interne Shane Ross, qui a décidé de la suivre. Elle lègue ses parts de l'hôpital à Alex.
On peut remarquer un clin d’œil entre les débuts et fins du personnage. Dans l'épisode 1 de la saison 2, Meredith se rend compte que Burke est l'amant de Cristina. Lors de leur explication, on peut entendre le dialogue suivant (si on traduit littéralement le dialogue original) :
« Cristina : Toi et Dr Mamour êtes dans une relation !
Meredith : Et toi et Burke, vous êtes ?
Cristina : En Suisse ! C'est un pays neutre où on peut trouver de jolies montres ! »

### Saison 11
Cristina est au côté de Meredith lors de l'enterrement de Derek, mais on la voit seulement de dos et ce n'est pas Sandra Oh qui joue le rôle.

### Saison 14
Dans la saison 14, on peut voir que Meredith reçoit un appel de Cristina juste après avoir gagné le prix Harper Avery (renommé prix Catherine Fox).

### Saison 16
Pendant l'épisode où l'article de Meredith a été publié on peut voir un message de Cristina envers Meredith disant « Viens vite te planquer en Suisse, avant que Bailey ne te trouve et te tue dans ton sommeil ! »
Dans l'épisode où Meredith est jugée pour savoir si elle gardera sa licence de médecine, Alex lit un texte que Cristina a écrit pour défendre son "âme sœur" dans ce texte elle dit : « Cher conseil de l’ordre, les gens qui me connaissent bien vous dirons sûrement qu’ils me trouvent égoïste mais surtout ils vous diront que je suis honnête et croyez moi si j’étais mourante et que la chirurgie était ma seule chance de m’en sortir, je ne voudrais pas d’autres mains que celles du Docteur Grey pour m’opérer. En lui retirant sa licence vous signez l’arrêt de mort d’un nombre incalculable de futurs patients, c’est une lueur d’espoir dans un système bancal qu’elle remettra sur pied que vous le vouliez ou non, c’est un soleil et elle est inarrêtable. Sincères salutations, Docteur Cristina Yang.»

## Caractère du personnage
Cristina est très brillante, elle est toujours sortie major des promotions de médecine dans les universités où elle a étudié, notamment Stanford. Elle est la meilleure interne de son groupe. Elle a toujours voulu se spécialiser dans la Chirurgie cardiothoracique. Son ambition laisse croire qu'elle est insensible et froide, cependant elle révèle parfois à ses proches une grandeur d'âme insoupçonnée au premier abord.
Elle est très fidèle en amitié, notamment avec sa meilleure amie, Meredith, ainsi que très courageuse et prête à soutenir ses proches dans les mauvaises passes.

## Sources
- DVD Grey's Anatomy